# ژوزف آلکازار
ژوزف آلکازار (فرانسوی: Joseph Alcazar‎؛ ۱۵ ژوئن ۱۹۱۱ – ۴ آوریل ۱۹۷۹) بازیکن فوتبال اهل فرانسه بود.
از باشگاه‌هایی که در آن بازی کرده‌است می‌توان به باشگاه فوتبال نیس، باشگاه فوتبال المپیک مارسی، و باشگاه فوتبال المپیک مارسی، و باشگاه فوتبال لیل اشاره کرد.
وی همچنین در تیم ملی فوتبال فرانسه بازی کرده‌است.